# Thiruvarur Muthuswamy Iyer
Thiruvarur Muthuswamy Iyer KCIE (em tâmil:  திருவாரூர் முத்துசவாமி அய்யர்) (Vuchuwadi, 28 de janeiro de 1832 – Madras, 25 de janeiro de 1895) foi um advogado indiano, que em 1877, se tornou o primeiro nativo a ser nomeado juiz da Suprema Corte de Madras. Atuou também como Chefe de Justiça da Suprema Corte de Madras, em 1893.

## Juventude
Muthuswamy Iyer nasceu em uma família pobre da casta hindu-brâmane de origem tâmil (Vadama), em Vuchuwadi, Presidência de Madras, Índia britânica, em 1832. O pai de Muthuswamy Iyer, Venkata Narayana Sastri, morreu quando Muthuswamy era jovem e ele se mudou com sua mãe para Thiruvarur para poderem sobreviver. Em Thiruvarur, Muthuswamy Iyer encontrou trabalho como contabilista da vila. Contudo, sua mãe morreu logo depois de deixar Muthuswamy Iyer com alguma renda. Neste período, os talentos de Muthuswamy Iyer foram reconhecidos pelo tahsildar Muthuswamy Naicken, que providenciou para que este estudasse em Madras, em companhia de seu jovem sobrinho. Em 1854, Muthuswamy Iyer ganhou um prêmio de quinhentas rúpias oferecido aos alunos da Presidência de Madras, pelo conselho de educação, para o melhor ensaio em inglês. Este sucesso levou-o a ser conhecido por Sir Alexander John Arbuthnot e Justice Holloway. Foi-lhe oferecido ajuda para continuar seus estudos na Inglaterra e concorrer ao serviço público, mas sendo um brâmane e casado, recusou-se a cruzar o oceano. Ao invés disso, entrou no serviço público, e foi utilizado em vários lugares, como professor escolar, arquivista em Tanjore, e em 1856, vice-inspetor das escolas.

## Carreira jurídica
Nesse tempo, o governo de Madras instituiu um exame para advogados conhecido como "Prova do Advogado". Nos exames realizados em Kumbakonam, em fevereiro de 1856, apenas três conseguiram aprovação, Muthuswamy Iyer e R. Raghunatha Rao foram o primeiro e o segundo colocados, respectivamente. Por ter sido aprovado na prova, Muthuswamy foi nomeado District Munsiff de Tranquebar. Em 2 de julho de 1859, Muthuswamy foi nomeado vice-coletor de Tanjore. Em 9 de julho de 1865, foi nomeado sub-juiz de Canara do Sul e atuou até julho de 1868, quando foi nomeado juiz distrital de polícia em Madras.
Enquanto servia como juiz de polícia, Muthuswamy Iyer obteve seu diploma de Direito pelo Presidency College, em Madras. Realizou também uma licenciatura em sânscrito nessa época.
Muthuswamy Iyer iniciou sua carreira jurídica imediatamente após a formatura. Foi nomeado juiz do Tribunal de Pequenas Causas, em 1871. No ano seguinte, foi nomeado Membro da Universidade de Madras. Em 1877, o Governo de Madras tomou a polêmica decisão de nomeá-lo juiz da Suprema Corte de Madras.

## A Suprema Corte de Madras
Em 1877, Muthuswamy Iyer foi nomeado para a Suprema Corte de Madras. Foi o primeiro indiano a ser nomeado para este cargo de prestígio. No entanto, a nomeação de Muthuswamy foi veementemente condenada por um jornal de Madras chamado The Native Public Opinion. Isto provocou uma forte reação nacionalista indiana, que terminou por fundar o jornal The Hindu como meio de divulgação da opinião pública contra o ultraje.
Muthuswami Iyer serviu como juiz da Suprema Corte de Madras de 1877 a 1895. Atuou por três meses, em 1893, como Chefe de Justiça da Suprema Corte de Madras, o primeiro indiano a fazê-lo.

## Reformas
Durante seu início de carreira, Muthuswamy Iyer também serviu como presidente da Comissão de Casamentos de Malabar. Durante seu mandato como Presidente da Comissão, fez campanha para o reconhecimento legal do Sambandam e outras formas de casamento praticadas em Malabar. Em 1872, fundou a Associação de Casamento das Viúvas, em Madras, e defendeu o casamento de viúvas brâmanes.
Em 1877, foi nomeado administrador da Universidade de Madras. Foi também convidado para assistir à Coroação Durbar em Deli, em 1877.

## Condecorações
Em 1878, Muthuswami Iyer foi agraciado com a medalha de Companheiro da Mais Eminente Ordem do Império Indiano. Em 1893, recebeu o título de Sir pelos serviços prestados a Coroa.

## Morte
Muthuswami Iyer morreu em janeiro de 1895, após uma doença de dez dias. Com a sua morte, Sir Subbier Subramania Iyer ocupou seu lugar na Suprema Corte de Madras.
Uma estátua de Muthuswami Iyer foi erguida no recinto da Suprema Corte de Madras em 23 de maio de 1895.